# Mediat
Mediat (lat. mittelbar) oder reichsmittelbar nannte man im Gegensatz zu immediat (reichsunmittelbar) im Heiligen Römischen Reich bis zur Mediatisierung 1806 solche Herrschaften oder Besitzungen, die nicht unmittelbar dem Reich untergeordnet waren, sondern nur mittelbar und durch ihren Landesherrn, der den Rechtsstatus eines Reichsstandes besaß, mit dem obersten Lehnsherrn, dem König bzw. Kaiser, in Beziehung traten. Bis zur Säkularisation gab es auch Mediatklöster.
Die Unterscheidung spielte eine Rolle für die Zuständigkeit der Reichsgerichte  nach der Reichskammergerichtsordnung, insbesondere für die sog. Untertanenprozesse.